# Santuario della Madonna di Dio il Sà

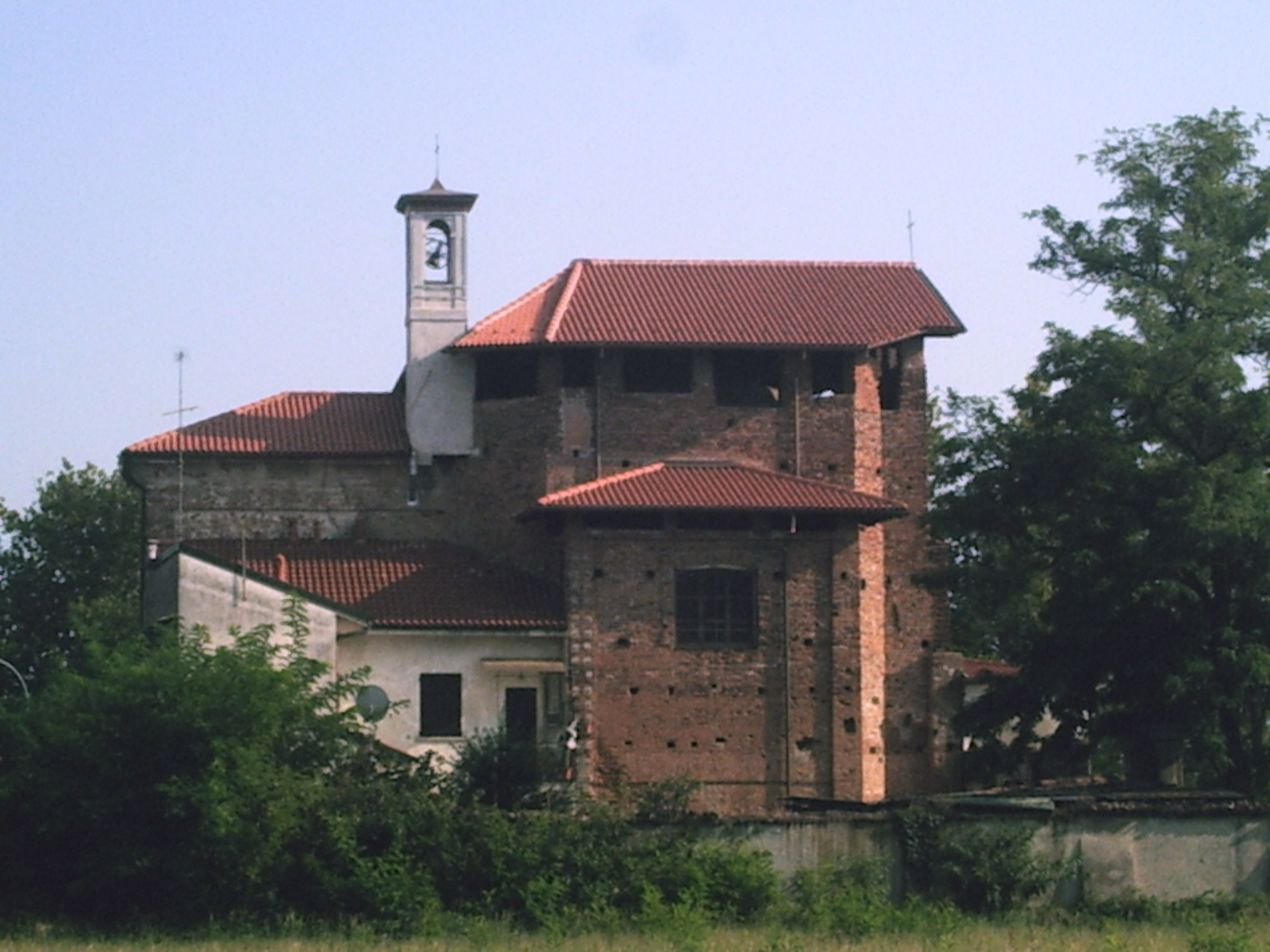
Vista laterale del santuario

Il santuario della Madonna di Dio il Sà è un edificio religioso situato nel comune di Parabiago, ma dipendente dalla parrocchia di Maria Madre della Chiesa in Nerviano.

## Storia
Il nome di questa chiesa non è ben chiaro da dove arrivi realmente, ma stando alle affermazioni del parroco parabiaghese Don Giovanni Battista Santini, registrate in un documento del 1742, ogni altro nome differente da “- Dio il Sà’' non è altro che una storpiatura, compresi i più accreditati - di Olsà e - di Olzate; pare che però derivi da "olca", ovvero terra arativa delimitata da fossati e siepi. Mentre la tradizione popolare vuole derivasse dall'affermazione dialettale Diu 'l sà ("Dio lo sa"), riguardo alla sua posizione ambigua e mai chiarita del tempietto, al confine tra Parabiago e Nerviano.
In un documento del 1547 la chiesa è denominata "Madonna di Dio il sa" sotto il titolo di Natività della Beata Vergine.
In passato la fabbrica fu attribuita a Donato Bramante, in tempi più recenti le viene data invece la paternità di un allievo bramantesco, probabilmente Giacomo Lampugnano, legnanese che diresse i lavori della Basilica di San Magno. Sicuramente la chiesina risale ad un'epoca a cavallo tra i secoli XV e XVI, a sostituzione di una cappellina campestre, di cui è ancora conservato un affresco all'interno, sulla mensa dell'altare, racchiuso in una teca di vetro, che rappresenta la Vergine con Cristo in Gloria, ed è antecedente al '500; inoltre all'epoca della costruzione, il territorio su cui sorge apparteneva ai Frati di Sant'Ambrogio ad Nemus stanziati nel monastero di Sant'Ambrogio della Vittoria.
Al suo interno si possono osservare le statue risalenti all'anno 1672 di san Giacomo, san Filippo, Sant'Ambrogio e san Carlo; all'esterno quelle di sant'Antonio abate e san Cristoforo che ricordano modelli stilistici consueti al pieno Seicento. 
Un allievo di Bernardino Luini, è invece il fautore del polittico sopra l'altare, rappresentante al centro la Vergine con il Bambino, mentre ai lati i santi Cosma e Damiano,  sant'Ambrogio, santa Caterina, un vescovo ed un milite.
Nel 1676 il feudatario di Parabiago, Camillo Castelli, dona le balaustre in marmo. 
All'interno della chiesa troviamo varie incisioni; una è in ricordo della sepoltura di Carlo Nebuloni, agrimensore di Villastanza, che aveva donato alla chiesa vari appezzamenti di terreno.
Sul fianco sinistro guardando la facciata, vi sono un cortiletto con casa del custode ed un piccolo cimitero cinto da mura, detto lazzaretto, probabilmente in ricordo della peste di San Carlo (1576 - 1577) durante la quale assunse tale funzione; ancora tra le sterpaglie interne sono visibili alcune lapidi. Con decreto 4 giugno 1914, la Direzione generale per la conservazione dei monumenti, dichiara il santuario con il lazzaretto monumento nazionale; ma subito dopo (1915), a causa della prima guerra mondiale, si pensò di adibire il piccolo complesso monumentale ancora a lazzaretto per le cure dei feriti o delle epidemie, pericolo scongiurato dallo stesso ente che l'anno prima gli aveva dato l'importante riconoscimento.

## Galleria d'immagini

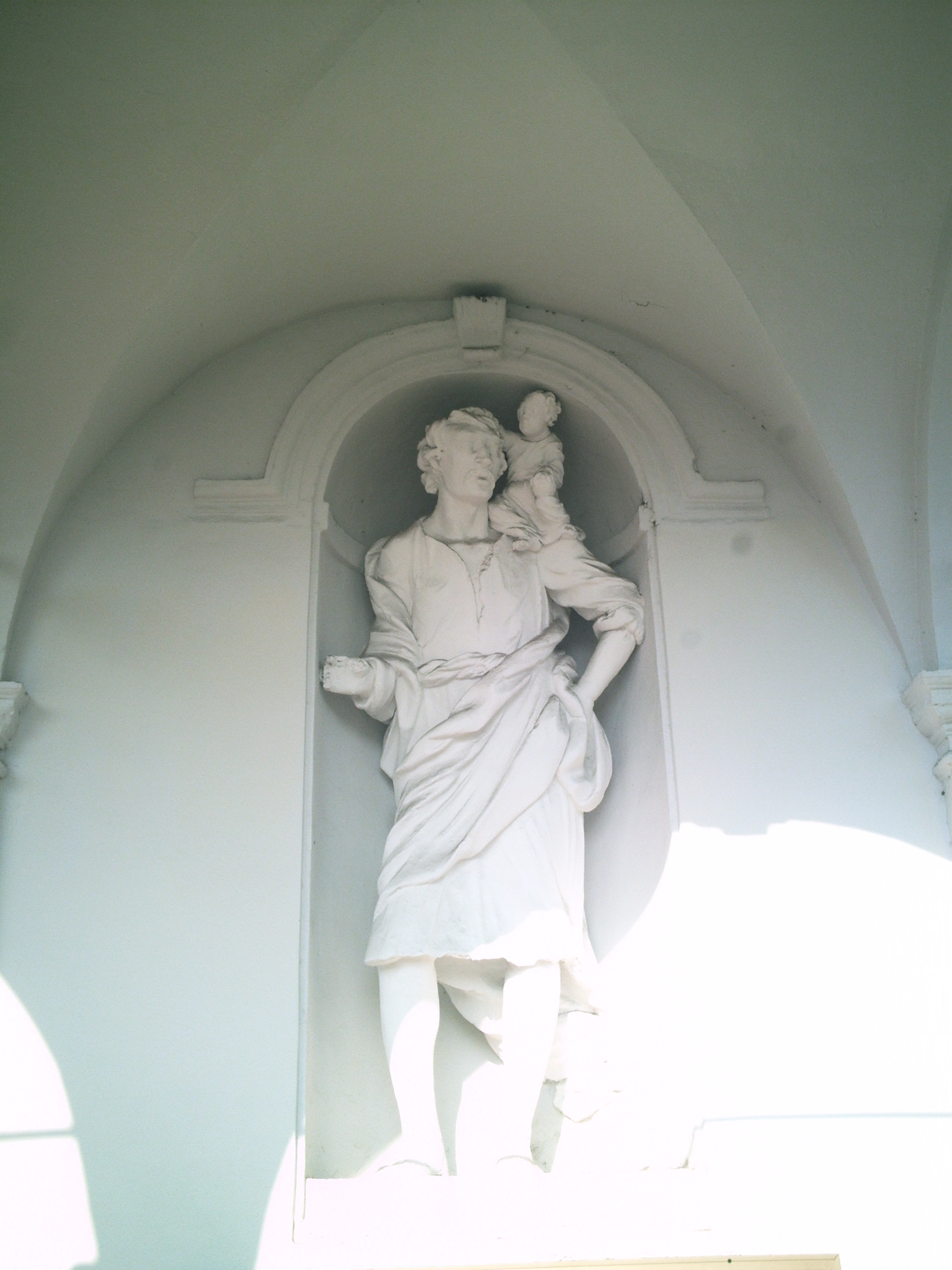
Statua in gesso di san Cristoforo sulla facciata (1672)
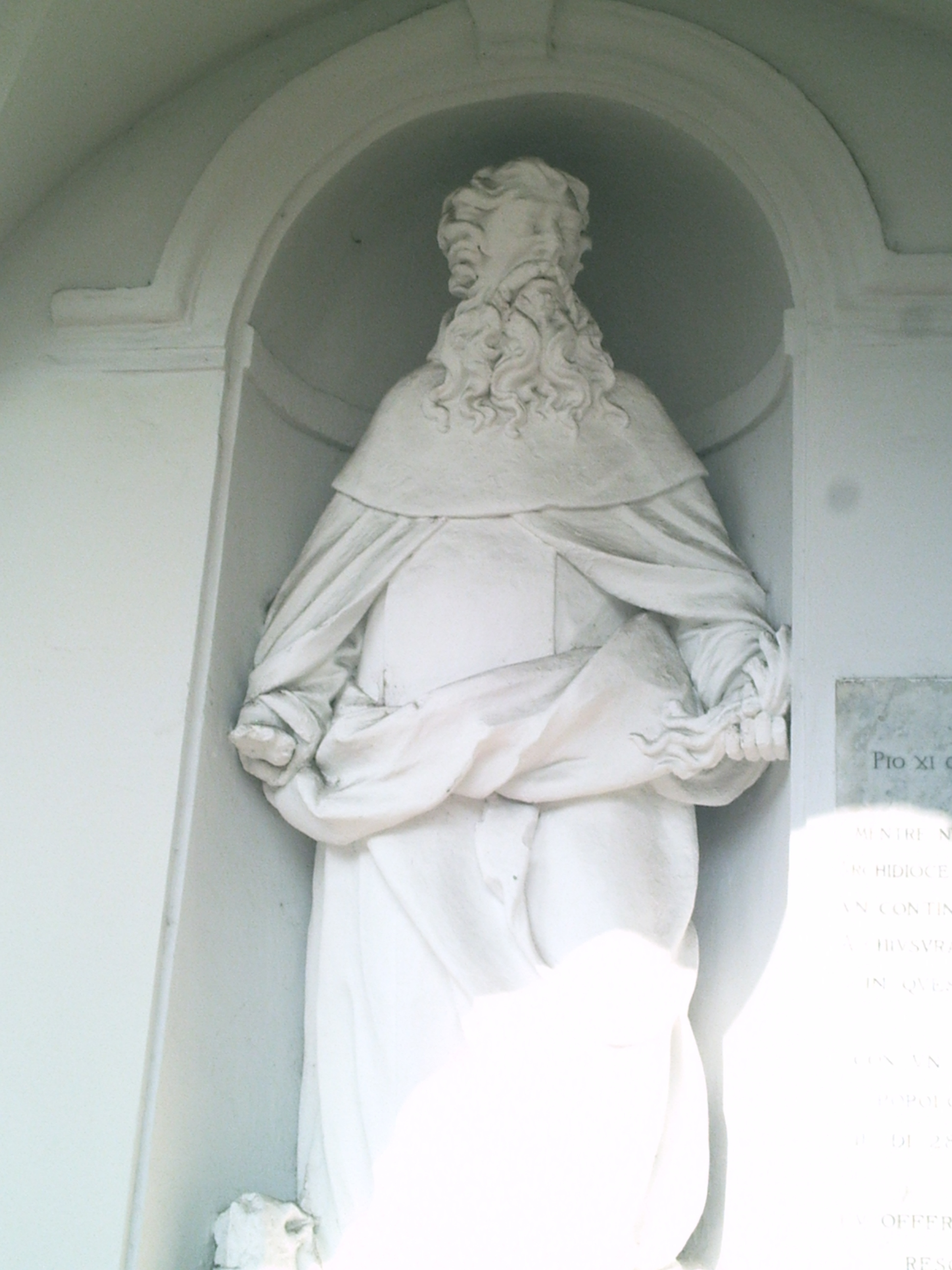
Statua in gesso di sant'Antonio abate sulla facciata (1672)